# Crescens
Crescens (llatí: Crescens) fou un filòsof cínic de Megalòpolis que va viure al segle ii i fou contemporani de Justí el Màrtir. Els escriptors cristians en parlen com un enemic avariciós i injust. Tacià l'acusa d'infàmia, i diu que la seva filosofia cínica no li va impedir estar «esclavitzat totalment pels diners». Crescens deia que els cristians eren ἀθεοτάτους ('els més ateus'), per tal com no reconeixien cap dels déus, ni tenien temples o estàtues, ni feien sacrificis, i que en això els cristians s'assemblaven als pobles no civilitzats, que tampoc no tenien déus.
Eusebi de Cesarea el va acusar del martiri i mort de Justí, però realment no sembla que hi hagués tingut cap part, perquè Justí va rebutjar els càrrecs d'ateisme contra els cristians, i Crescens va acceptar la seva rèplica.